# Муромское (озеро, Карелия)
Му́ромское — озеро в Пудожском районе Республики Карелия. Расположено на водосборе реки Муромка — притока Онежского озера, принадлежит к бассейну Балтийского моря.
Объём воды — 0,0928 км³. Площадь поверхности — 38,5 км². Площадь водосборного бассейна — 365 км². Высота над уровнем моря — 33,2 м.
Озеро Муромское является редким для территории Карелии водоёмом водно-аккумулятивного генезиса (озеро-лагуна, некогда являвшееся заливом Онежского озера). Котловина озера имеет блюдцеобразную форму с ровным рельефом дна и преимущественно песчаными грунтами. Берега низкие, заболоченные. На озере имеется несколько островов общей площадью 35 м².
Озеро Муромское является проточным водоёмом. В него впадают реки Гакугса, Сорма, ручей Мутручей и ручей без названия. Вытекает из озера лишь река Муромка. Также из озера есть выход посредством канала, который был создан в середине XX века для целей лесосплава — река Гакугса использовались Пудожским леспромхозом. Канал соединяет озеро с рекой Муромка.
Озеро находится в районе восточного Обонежья и отделено от Онежского озера километровым участком суши, где расположен Муромский Свято-Успенский монастырь. Озеро входит в состав ландшафтного заказника «Муромский», находится в южной его части.